# きらすまめし
きらすまめしは、大分県臼杵市の郷土料理で、醤油に漬けた魚の身におからを和えたもの。

## 由来
「きらすま」と「めし」に区切って米料理と誤解されることがよくあるが、正しくは「きらす」と「まめし」に区切られる。「きらす」は「おから」を、「まめし」は「まぶす」を意味する方言であり、全体では「おからをまぶしたもの」という意味になる。
もともとは、魚をおろした後の中落ち、刺身にした後の切れ端、骨の回りの身と、大豆の絞りかすであるおからとの余り物で作られた料理で、江戸時代の質素倹約の生活の名残であるといわれる。特に7月の臼杵祇園まつり（八坂神社の夏祭り）の時に作られる行事食でもある。